# Großtreben-Zwethau
Großtreben-Zwethau war eine Gemeinde im Landkreis Nordsachsen, Sachsen. Sie gehörte bis zum Zusammenschluss mit Beilrode zum 1. Januar 2011 der Verwaltungsgemeinschaft Beilrode an.

## Geographie

### Geographische Lage
Die ehemalige Gemeinde liegt in der Elbniederung östlich der Elbe und am Westrand der Annaburger Heide im Dreiländereck zu den Ländern Brandenburg und Sachsen-Anhalt. Die Nachbarstädte sind Torgau (15 km), Jessen (20 km) und Herzberg (21 km). Die Bundesstraße 87 verläuft südlich der ehemaligen Gemeinde.

### Ehemalige Ortsteile
- Dautzschen
- Döhlen
- Eulenau
- Großtreben
- Kreischau
- Last
- Neubleesern
- Rosenfeld
- Zwethau

## Geschichte
Das Gebiet der Gemeinde ist schon seit ca. 1000 v. Chr. besiedelt, so wurden Holzbeile und Urnen aus dieser Zeit gefunden. Die Gemeinde entstand am 1. Januar 1994 durch den Zusammenschluss der Orte Großtreben und Zwethau.
- Zwethau
Bereits im Jahre 981 wird Zwethau als ältester Ort der Gemeinde in einer Urkunde Kaiser Ottos II. erstmals urkundlich erwähnt, als er die Burg Zuetie und das umliegende Land dem Kloster Memleben schenkte.[3]
- Großtreben und Dautzschen
Großtreben wird im Jahr 1238 als Treben erstmals urkundlich erwähnt, Dautzschen 1242.
- Kreischau
Am 20. Juli 1950 wurde die bis dahin eigenständige Gemeinde Kreischau nach Zwethau eingegliedert.[4]
- Großtreben-Zwethau
Die neue Gemeinde Beilrode entstand am 1. Januar 2011 durch die Fusion der bisherigen Gemeinden Beilrode und Großtreben-Zwethau.[5]

## Kultur und Sehenswürdigkeiten
- Kirche in Dautzschen (mit Holzschnitzaltar), vor 1346 erbaut
- Kirche Großtreben
- Kirche Kreischau
- Kirche Rosenfeld
- vier Windmühlen zwischen Dautzschen und Großtreben
- Kirche in Zwethau von 1603
- Herrenhaus und Gutsanlage in Großtreben
- ältester Ringbrandofen Europas in Großtreben

## Galerie

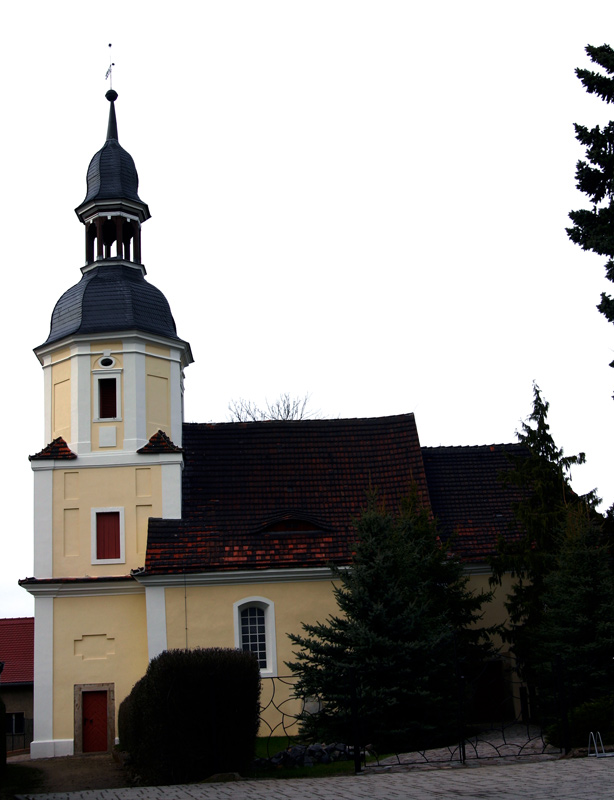
Kirche in Rosenfeld
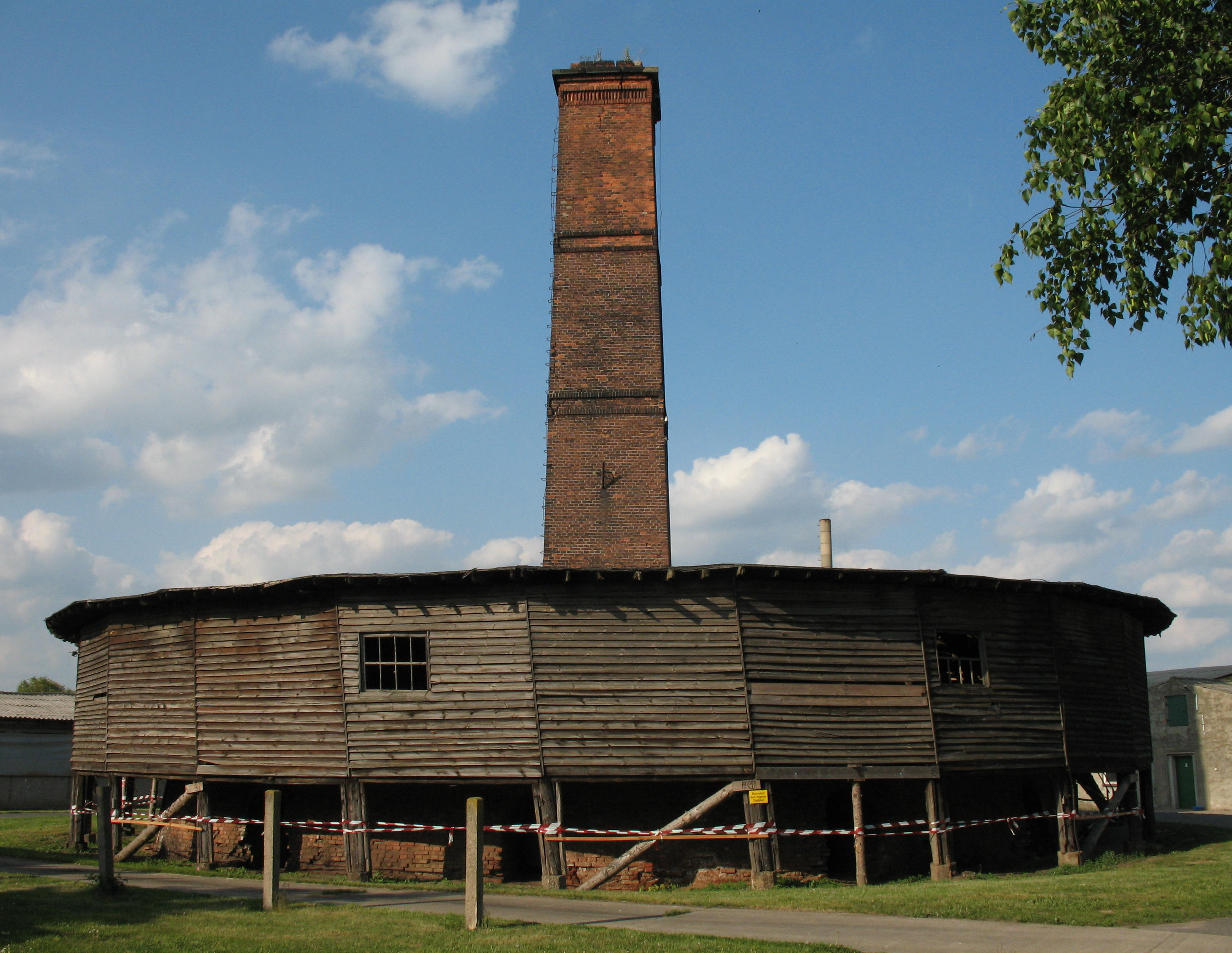
Ringofen in Großtreben
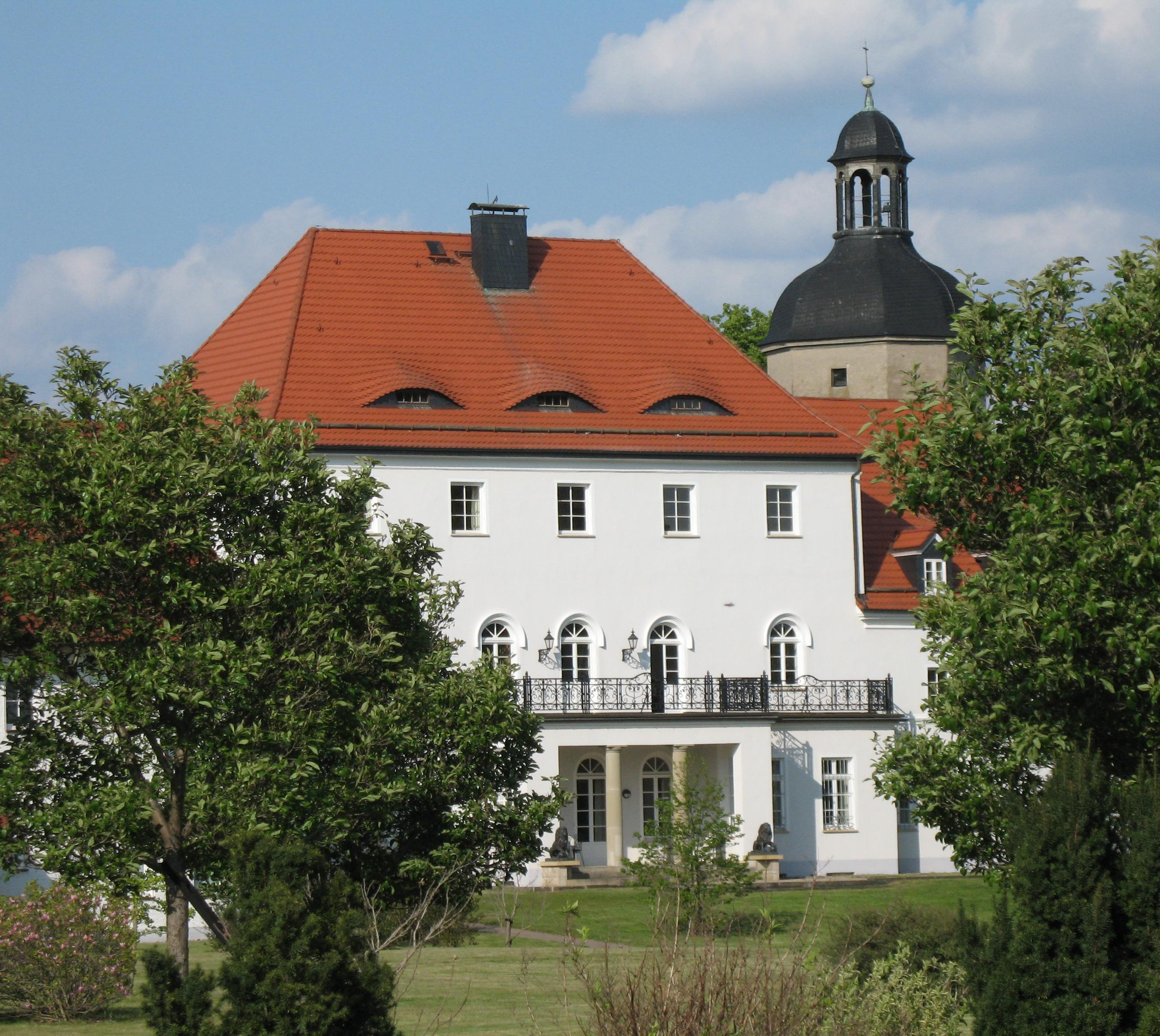
Herrenhaus in Großtreben